# Hotter than July
Hotter than July – album Steviego Wondera wydany we wrześniu 1980 roku przez wytwórnie Motown. 

## Lista utworów
1. "Did I Hear You Say You Love Me" (Wonder) – 4:07
2. "All I Do" (muzyka: Wonder; słowa: Wonder, Clarence Paul, Morris Broadnax) – 5:06
3. "Rocket Love" (Wonder) – 4:39
4. "I Ain't Gonna Stand for It" (Wonder) – 4:39
5. "As If You Read My Mind" (Wonder) – 3:37
6. "Master Blaster (Jammin')" (Wonder) – 5:07
7. "Do Like You" (Wonder) – 4:25
8. "Cash in Your Face" (Wonder) – 3:59
9. "Lately" (Wonder) – 4:05
10. "Happy Birthday" (Wonder) – 5:57